# Stanisław Olejniczak (lektor)
Stanisław Olejniczak (ur. 29 marca 1962 w Warszawie) – polski lektor radiowy i filmowy.

## Życiorys

### Praca zawodowa
Z zawodu nauczyciel języka rosyjskiego. Działalność lektorska od 1989. Współpracuje z największymi nadawcami telewizyjnymi w Polsce (TVP, Polsat, TVN, HBO, Canal+). Głos reklam radiowych i telewizyjnych. W styczniu 2001 zgłoszony przez Zarząd TVP S.A. jako oficjalny kandydat Telewizji Polskiej w pierwszej edycji akcji „Mistrz Mowy Polskiej” obok Macieja Orłosia, Iwony Schymalli, Grażyny Torbickiej i Bogusława Wołoszańskiego.
Stanisław Olejniczak w 2008 został wiceprezesem Stowarzyszenia Lektorów RP.

## Współpraca
- 1989–1992 lektor głównego wydania „Wiadomości 19:30” TVP1
- 1989–1997 etatowy lektor i spiker Polskiego Radia
- od 1989 stała współpraca z TVP
- od 1998 stała współpraca z Polsatem
- od 1999 stała współpraca z TVN
- od 2003 stała współpraca z HBO.

## Filmografia

### Lektor

#### Filmy fabularne
- Aladyn i Lampa śmierci
- Aviator
- Ben-Hur
- Bękarty wojny (Canal+)
- Czasem słońce, czasem deszcz
- Cztery wesela i pogrzeb
- Deszczowa piosenka (TVP - wersja 1)
- Dom latających sztyletów (TVP)
- Działa Navarony
- Dziennik Bridget Jones
- Edward Nożycoręki
- Evita
- Forrest Gump
- Fortepian
- Gladiator
- Gorączka sobotniej nocy (TVP)
- Gorączka złota
- Jak zostać królem (2011 r. – pokazy na pokładach samolotów)
- Love Story
- Łowca jeleni
- Mistrzowie miecza (TV4)
- Ostatnie kuszenie Chrystusa
- Pasja (Polsat)
- Pearl Harbor
- Pieskie popołudnie
- Pluton
- Pożegnanie z Afryką
- Pół żartem, pół serio
- Przeminęło z wiatrem
- Rambo – Pierwsza krew (TVP)
- Rocky
- Rzymskie wakacje
- Siedmiu samurajów
- Sommersby
- Specjaliści
- Sposób na teściową
- Straszny film
- Superman I,II,III
- Ścigany
- Tajemnica Brokeback Mountain (Polsat)
- Tańczący z wilkami
- Terminator
- This is it (HBO)
- Titanic
- Tramwaj zwany pożądaniem
- Troja
- Urodzony 4 lipca (Ale kino)
- Wielki Gatsby
- Wyspa (TVN)
- W samo południe
- W sieci pająka
- W jak wendeta (TVN)
- Zapach kobiety
- Życie jest piękne (La Vita e Bella)

#### Seriale
- Akademia Policyjna
- ’Allo ’Allo! (1991)
- Anna German (TVP1)
- Beverly Hills, 90210
- bloki filmowe Disneya dla dzieci
- Columbo
- Crusoe (prod. 2008)
- Czarodziejki (Polsat, TV4 i TV6)
- Daniela i przyjaciele
- Doktor Quinn
- Dzień za dniem
- Gang Olsena
- Ja, Klaudiusz
- JAG – Wojskowe Biuro Śledcze
- Królowa jednej nocy (odcinki 39-41, TVP1)
- Moda na sukces (przez 20 lat emisji w TVP1)[3][4]
- Nasze matki, nasi ojcowie (TVP1)
- Nędznicy
- Nietykalni
- Przygody Merlina (Polsat, TV4 i TV6)
- Przygody Szwejka
- Skazany na śmierć (ang. Prison Break)
- Tajemnice pocałunku (TVN)
- Talianka (TVP1)
- Transporter (TVP1)
- Tysiąc i jedna noc (TVP1)
- Wspaniałe stulecie (TVP1)
- Wspaniałe stulecie: Sułtanka Kösem (TVP1)
- Kawa z kardamonem (TVP1)
- Francuska ruletka (TVP VOD)
- Maxima. Droga na tron (TVP VOD)

#### Seriale animowane
- Bun Bu
- Czarodziejka z Księżyca (odcinki 1-22, 24-46) (TV4 i TV6)[5]
- Młody Robin Hood (VHS)
- Na australijskim szlaku (TVP - Walt Disney przedstawia)
- Piraci Mrocznych Wód (VHS)
- Rodzina Tolkensonów (TVP - Walt Disney przedstawia)
- Tom i Jerry Show (Polsat, TV4, TV6, TVP ABC)